# رستوران‌های زنجیره‌ای سیاره هالیوود
شرکت .Planet Hollywood International Inc (که به شکل‌های مختلفی مانند planet Hollywood planet Hollywood observatory و ph نیز نوشته می‌شود)، یک زنجیره رستوران‌های موضوعی است که الهام‌گرفته از نمایش محبوب هالیوود است. این شرکت تحت مالکیت کمپانی Earl Enterprises است که توسط رابرت ارل تأسیس شده است.

## تاریخچه
این زنجیره در تاریخ ۲۲ اکتبر ۱۹۹۱ در شهر نیویورک راه‌اندازی شد و با حمایت ستارگان هالیوودی چون سیلوستر استالونه، بروس ویلیس، دمی مور و آرنولد شوارتزنگر آغاز به کار کرد. این بازیگران در ازای حضور و حمایت تبلیغاتی‌شان، از طریق یک برنامه مالکیت سهام کارمندی (ESOP) دستمزد دریافت می‌کردند.
در ادامه، ستارگان دیگری نیز از این برند حمایت کردند؛ از جمله: هوپی گلدبرگ، ژان-کلود ون دام، دان جانسون، سیندی کرافورد، ملانی گریفیث، تام آرنولد، وسلی اسنایپس، دنی گلاور؛ کارگردان جان هیوز؛ و کمدین روزان بار.
در اوج دوران خود در دهه ۱۹۹۰، Planet Hollywood بیش از ۶۰ شعبه در سراسر جهان داشت. اما پس از مواجهه با مشکلات مالی، در اکتبر ۱۹۹۹ اعلام ورشکستگی کرد. برنامه بازسازی شرکت باعث شد تا در سال ۲۰۰۱ فقط ۳۵ شعبه باقی بماند و این تعداد در ادامه کاهش یافت.
تا مه ۲۰۲۵، این برند تنها دارای سه رستوران و چهار هتل فعال در سطح جهان است.

## سهامداران
سیلوستر استالونه، آرنولد شوارتزنگر، دمی مور و بروس ویلیس از سهام داران آن هستند.

## بنیان گذران
بنیان‌گذاران اولیه سیاره هالیوود رابرت ارل و باریش بوده‌اند.